# Liga Europa de la UEFA 2009-10
La Liga Europa de la UEFA 2009-10 (en inglés: UEFA Europa League) fue la 39.ª edición de esta competición, la primera que se disputó con el nombre de UEFA Europa League. En ella, se realizaron cambios en los formatos de clasificación y de competición propuestos y aprobados por la UEFA. Un total de 192 equipos (incluyendo 33 conjuntos eliminados de fases distintas de la Liga de Campeones) de 53 federaciones nacionales participaron en la primera edición en la que solo el campeón de la temporada anterior tenía garantizada su participación en la fase final de la competición, siempre y cuando no se hubiere clasificado para cualquiera de las distintas fases de la Liga de Campeones. La final, disputada  el 12 de mayo de 2010 en el HSH Nordbank Arena de Hamburgo (Alemania), enfrentó al Atlético de Madrid y al Fulham FC, con victoria del equipo colchonero por 2-1 en la prórroga.

## Rondas previas de clasificación

### Primera ronda previa
Participaron un total de 46 equipos, 43 de ellos pertenecientes a las 32 ligas con menor coeficiente UEFA, salvo Liechtenstein, Andorra y San Marino. Los otros tres fueron invitados en relación al ranking por ligas de juego limpio de la UEFA. El sorteo se celebró el 22 de junio de 2009. La ida se disputó el 2 de julio, mientras que la vuelta se jugó el 9 de julio.
| Equipo local ida        | Resultado | Equipo visitante ida | Ida | Vuelta  |
| ----------------------- | --------- | -------------------- | --- | ------- |
| FK Sutjeska Nikšić      | 2:3       | FC MTZ-RIPO          | 1:1 | 1:2(pr) |
| FC Lahti                | 4:3       | KS Dinamo Tirana     | 4:1 | 0:2     |
| CS Grevenmacher         | 0:6       | FK Vetra             | 0:3 | 0:3     |
| NSÍ Runavík             | 1:6       | Rosenborg BK         | 0:3 | 1:3     |
| Szombathelyi Haladás    | (v)2:2    | FC Irtysh            | 1:0 | 1:2     |
| Sligo Rovers FC         | 2:3       | KS Vllaznia          | 1:2 | 1:1     |
| FC Olimpi Rustavi       | 4:0       | B36 Tórshavn         | 2:0 | 2:0     |
| Anorthosis Famagusta FC | 7:1       | UN Käerjéng 97       | 5:0 | 2:1     |
| NK Slaven Belupo        | 1:0       | Birkirkara FC        | 1:0 | 0:0     |
| FC Zimbru Chişinău      | 3:2       | FC Okzhetpes         | 1:2 | 2:0     |
| Lisburn Distillery FC   | 1:11      | FC Zestaponi         | 1:5 | 0:6     |
| Helsingborgs IF         | 4:2       | Mika FC              | 3:1 | 1:1     |
| Valletta FC             | 5:2       | Keflavík ÍF          | 3:0 | 2:2     |
| Dinaburg FC             | 2:1       | JK Nõmme Kalju       | 2:1 | 0:0     |
| FK Budućnost Podgorica  | 1:2       | Polonia Varsovia     | 0:2 | 1:0     |
| JK Narva Trans          | 1:6       | Rudar Velenje        | 0:3 | 1:3     |
| Motherwell FC           | 3:1       | Llanelli AFC         | 0:1 | 3:0     |
| FC Banants              | 1:2       | NK Široki Brijeg     | 0:2 | 1:0     |
| Spartak Trnava          | 5:2       | FK Inter Baku        | 2:1 | 3:1     |
| FK Dinamo Minsk         | 3:2       | FK Renova            | 2:1 | 1:1     |
| Randers FC              | 7:0       | Linfield FC          | 4:0 | 3:0     |
| Simurq PFC              | 0:4       | Bnei Yehuda Tel Aviv | 0:1 | 0:3     |
| Fram Reykjavík          | 4:2       | The New Saints FC    | 2:1 | 2:1     |

### Segunda ronda previa
Participaron 57 equipos, pertenecientes a todas las ligas de la UEFA salvo las seis primeras de la clasificación del coeficiente UEFA por ligas, a los que se unirán los 23 clasificados de la primera ronda previa. El sorteo se celebró el 22 de junio de 2009, junto al de la primera ronda previa. La ida se disputó el 16 de julio, mientras que la vuelta se jugó el 23 de julio.
| Equipo local ida         | Resultado | Equipo visitante ida  | Ida | Vuelta     |
| ------------------------ | --------- | --------------------- | --- | ---------- |
| Rosenborg BK             | 0:1       | FK Qarabağ            | 0:0 | 0:1        |
| FC Zimbru Chişinău       | 0:1       | FC Paços de Ferreira  | 0:0 | 0:1        |
| AC Juvenes/Dogana        | 0:5       | Polonia Varsovia      | 0:1 | 0:4        |
| SK Sturm Graz            | 3:2       | NK Široki Brijeg      | 2:1 | 1:1        |
| FC Basel                 | 7:1       | FC Santa Coloma       | 3:0 | 4:1        |
| FC Honka                 | 3:0       | Bangor City FC        | 2:0 | 1:0        |
| MŠK Žilina               | 3:0       | FC Dacia Chişinău     | 2:0 | 1:0        |
| Anorthosis Famagusta FC  | 3:4       | OFK Petrovac          | 2:1 | 1:3 (pró.) |
| St Patrick's Athletic    | 2:1       | Valletta              | 1:1 | 1:0        |
| AC Omonia                | 8:1       | HB Tórshavn           | 4:0 | 4:1        |
| ND Gorica                | 1:2       | FC Lahti              | 1:0 | 0:2        |
| SK Sigma Olomouc         | 3:1       | Fram Reykjavík        | 1:1 | 2:0        |
| Legia Varsovia           | 4:0       | FC Olimpi Rustavi     | 3:0 | 1:0        |
| Falkirk FC               | 1:2       | FC Vaduz              | 1:0 | 0:2 (pró.) |
| IF Elfsborg              | 3:0       | Szombathelyi Haladás  | 3:0 | 0:0        |
| Rapid Viena              | 8:0       | KS Vllaznia           | 5:0 | 3:0        |
| FC Naftan Novopolotsk    | 2:2 (v.)  | KAA Gent              | 2:1 | 0:1        |
| FK Liepājas Metalurgs    | 3:4       | Dinamo Tbilisi        | 2:1 | 1:3        |
| FC Differdange 03        | 1:3       | HNK Rijeka            | 1:0 | 0:3        |
| FK Sūduva                | 1:2       | Randers FC            | 0:1 | 1:1        |
| FK Vetra                 | 3:2       | HJK Helsinki          | 0:1 | 3:1        |
| FK Milano Kumanovo       | 2:12      | NK Slaven Belupo      | 0:4 | 2:8        |
| FK Dinamo Minsk          | 1:4       | Tromsø IL             | 0:0 | 1:4        |
| KR Reykjavík             | 3:1       | AE Larisa             | 2:0 | 1:1        |
| Brondby IF               | 4:2       | FC Flora Tallinn      | 0:1 | 4:1        |
| Aalborg BK               | 1:3       | Slavija Srpsko        | 0:0 | 1:3        |
| Steaua Bucarest          | 4:1       | Újpest FC             | 2:0 | 2:1        |
| Metalurg Donetsk         | 5:1       | FC MTZ-RIPO           | 3:0 | 2:1        |
| Crusaders FC             | 3:5       | FK Rabotnički         | 1:1 | 2:4        |
| Bnei Yehuda Tel Aviv     | 5:0       | Dinaburg FC           | 4:0 | 1:0        |
| NAC Breda                | 8:0       | Gandzasar F.C.        | 6:0 | 2:0        |
| PFC Cherno More Varna    | 4:0       | FC Iskra-Stal Rîbniţa | 1:0 | 3:0        |
| FK Sloboda Point Sevojno | (v.) 1:1  | FBK Kaunas            | 0:0 | 1:1        |
| KS Flamurtari Vlorë      | 2:8       | Motherwell            | 1:0 | 1:8        |
| FC Zestaponi             | 3:4       | Helsingborgs IF       | 1:2 | 2:2 (pró.) |
| Skonto                   | 1:2       | Derry City            | 1:1 | 0:1        |
| Sliema Wanderers         | 0:3       | Maccabi Netanya       | 0:0 | 0:3        |
| FC Tobol                 | 1:3       | Galatasaray SK        | 1:1 | 0:2        |
| Rudar Velenje            | 0:5       | Estrella Roja         | 0:1 | 0:4        |
| FK Sarajevo              | 2:1       | Spartak Trnava        | 1:0 | 1:1        |

### Tercera ronda previa
Participaron 30 equipos pertenecientes a las 29 ligas con mayor coeficiente UEFA, a los que se unirán los 40 clasificados de la segunda ronda previa. El sorteo se celebró el 17 de julio de 2009. La ida se disputó el 30 de julio, mientras que la vuelta se jugó el 6 de agosto.
| Equipo local ida      | Resultado    | Equipo visitante ida      | Ida | Vuelta     |
| --------------------- | ------------ | ------------------------- | --- | ---------- |
| Helsingborgs IF       | 3:3 (4-5 p.) | FK Sarajevo               | 2:1 | 1:2        |
| Fredrikstad FK        | 3:7          | Lech Poznań               | 1:6 | 2:1        |
| Rijeka                | 1:4          | Metalist Kharkiv          | 1:2 | 0:2        |
| Roma                  | 10:2         | KAA Gent                  | 3:1 | 7:1        |
| Vaslui                | 3:1          | AC Omonia                 | 2:0 | 1:1        |
| Slavija Srpsko        | 1:5          | MFK Košice                | 0:2 | 1:3        |
| IFK Göteborg          | 2:4          | Hapoel Tel Aviv           | 1:3 | 1:1        |
| PSV Eindhoven         | 2:0          | Cherno More Varna         | 1:0 | 1:0        |
| Metalurg Donetsk      | 5:0          | Interblock Ljubljana      | 2:0 | 3:0        |
| Vålerenga IF          | 2:2 (v.)     | PAOK Salónica             | 1:2 | 1:0        |
| Rapid Viena           | 4:3          | APOP Kinyras Peyias       | 2:1 | (pró.) 2:2 |
| Honka                 | 1:3          | FK Qarabağ                | 0:1 | 1:2        |
| Vaduz                 | 0:3          | Slovan Liberec            | 0:1 | 0:2        |
| St Patrick's Athletic | (v.) 3:3     | Krylia Sovetov            | 1:0 | 2:3        |
| Randers               | 1:4          | Hamburgo                  | 0:4 | 1:0        |
| Tromsø IL             | 4:1          | Slaven Belupo             | 2:1 | 2:0        |
| Brondby IF            | (v.) 3:3     | Legia Varsovia            | 1:1 | 2:2        |
| Vojvodina             | 3:5          | Austria Viena             | 1:1 | 2:4        |
| CSKA Sofia            | 2:1          | Derry City                | 1:0 | 1:1        |
| Steaua Bucarest       | 6:1          | Motherwell                | 3:0 | 3:1        |
| MŠK Žilina            | 2:1          | Hajduk Split              | 1:1 | 1:0        |
| Sporting Braga        | 1:4          | IF Elfsborg               | 1:2 | 0:2        |
| Aberdeen              | 1:8          | Sigma Olomouc             | 1:5 | 0:3        |
| FK Rabotnički         | 3:7          | Odense BK                 | 3:4 | 0:3        |
| Sloboda Point Sevojno | 0:4          | Lille                     | 0:2 | 0:2        |
| OFK Petrovac          | 1:7          | Sturm Graz                | 1:2 | 0:5        |
| Fenerbahçe            | 6:2          | Budapest Honvéd           | 5:1 | 1:1        |
| Bnei Yehuda Tel Aviv  | 2:0          | Paços de Ferreira         | 1:0 | 1:0        |
| Brujas                | 4:3          | Lahti                     | 3:2 | 1:1        |
| Athletic Club         | (v.) 2:2     | Young Boys                | 0:1 | 2:1        |
| KR Reykjavík          | 3:5          | Basel                     | 2:2 | 1:3        |
| Maccabi Netanya       | 1:10         | Galatasaray               | 1:4 | 0:6        |
| Dinamo Tbilisi        | 4:5          | Estrella Roja de Belgrado | 2:0 | 2:5        |
| Polonia Varsovia      | 1:4          | NAC Breda                 | 0:1 | 1:3        |
| FK Vetra              | 0:6          | Fulham                    | 0:3 | 0:3        |

### Cuarta ronda previa (Ronda de play-off)
Participaron 26 equipos pertenecientes a las 17 ligas con mayor coeficiente UEFA, a los que se unieron los 35 clasificados de la tercera ronda previa más los 15 eliminados de la tercera ronda previa de la Liga de Campeones. El sorteo se celebró el 7 de agosto de 2009. Los encuentros de ida fueron el 20 de agosto y los de vuelta el 27 de agosto de 2009.
| Equipo local ida     | Resultado    | Equipo visitante ida      | Ida | Vuelta     |
| -------------------- | ------------ | ------------------------- | --- | ---------- |
| PAOK Salónica        | 1:1 (v.)     | Heerenveen                | 1:1 | 0:0        |
| Dinamo Zagreb        | 4:2          | Heart of Midlothian       | 4:0 | 0:2        |
| Werder Bremen        | 8:3          | Aktobe                    | 6:3 | 2:0        |
| Everton              | 5:1          | Sigma Olomouc             | 4:0 | 1:1        |
| BATE Borisov         | 4:1          | Litex Lovech              | 0:1 | (pró.) 4:0 |
| NAC Breda            | 2:9          | Villarreal                | 1:3 | 1:6        |
| Lech Poznań          | 1:1 (3-4 p.) | Brujas                    | 1:0 | 0:1        |
| Fulham               | 3:2          | Amkar Perm                | 3:1 | 0:1        |
| Galatasaray          | 6:1          | Levadia Tallinn           | 5:0 | 1:1        |
| Teplice              | 2:3          | Hapoel Tel Aviv           | 1:2 | 1:1        |
| Metalurh Donetsk     | 4:5          | Austria Viena             | 2:2 | 2:3 (pró.) |
| Twente               | 3:1          | FK Qarabağ                | 3:1 | 0:0        |
| MFK Košice           | 4:10         | Roma                      | 3:3 | 1:7        |
| CSKA Sofía           | 2:1          | Dinamo Moscú              | 0:0 | 2:1        |
| Racing Genk          | 3:6          | Lille                     | 1:2 | 2:4        |
| Bnei Yehuda Tel Aviv | 0:2          | PSV Eindhoven             | 0:1 | 0:1        |
| Lazio                | 3:1          | IF Elfsborg               | 3:0 | 0:1        |
| Trabzonspor          | 2:3          | Toulouse                  | 1:3 | 1:0        |
| Partizan Belgrado    | 3:1          | MŠK Žilina                | 1:1 | 2:0        |
| Baku                 | 2:8          | Basel                     | 1:3 | 1:5        |
| Ajax Ámsterdam       | 7:1          | Slovan Bratislava         | 5:0 | 2:1        |
| Sivasspor            | 0:5          | Shakhtar Donetsk          | 0:3 | 0:2        |
| Brøndby IF           | 3:4          | Hertha Berlín             | 2:1 | 1:3        |
| Athletic Club        | 4:3          | Tromsø IL                 | 3:2 | 1:1        |
| FK Sarajevo          | 2:3          | CFR Cluj                  | 1:1 | 1:2        |
| Rapid Viena          | (v.) 2:2     | Aston Villa               | 1:0 | 1:2        |
| Steaua Bucarest      | 5:1          | St Patrick's Athletic     | 3:0 | 2:1        |
| Maribor              | 0:3          | Sparta Praga              | 0:2 | 0:1        |
| Nacional             | 5:4          | Zenit San Petersburgo     | 4:3 | 1:1        |
| Genoa                | 4:2          | Odense BK                 | 3:1 | 1:1        |
| Dinamo Bucarest      | (9-8 p.) 3:3 | Slovan Liberec            | 0:3 | 3:0        |
| Guingamp             | 2:8          | Hamburgo                  | 1:5 | 1:3        |
| Sion                 | 2:4          | Fenerbahçe                | 0:2 | 2:2        |
| Sturm Graz           | 2:1          | Metalis Járkov            | 1:1 | 1:0        |
| Slavia Praga         | 4:2          | Estrella Roja de Belgrado | 3:0 | 1:2        |
| Benfica              | 5:2          | Vorskla Poltava           | 4:0 | 1:2        |
| Vaslui               | 2:4          | AEK Atenas                | 2:1 | 0:3        |
| Stabæk IF            | 1:7          | Valencia                  | 0:3 | 1:4        |

## Fase de grupos

### Grupo A
| Equipo         | Pts. | PJ | PG | PE | PP | GF | GC | DG |
| -------------- | ---- | -- | -- | -- | -- | -- | -- | -- |
| Anderlecht     | 11   | 6  | 3  | 2  | 1  | 9  | 4  | +5 |
| Ajax Ámsterdam | 11   | 6  | 3  | 2  | 1  | 8  | 6  | +2 |
| Dinamo Zagreb  | 6    | 6  | 2  | 0  | 4  | 6  | 8  | -2 |
| Timişoara      | 5    | 6  | 1  | 2  | 3  | 4  | 9  | -5 |

| Fecha            | Estadio                   | Local          | Resultado | Visitante      |
| ---------------- | ------------------------- | -------------- | --------- | -------------- |
| 17 de septiembre | Ámsterdam ArenA           | Ajax Ámsterdam | 0:0       | Timişoara      |
| 17 de septiembre | Maksimir Stadium          | Dinamo Zagreb  | 0:2       | Anderlecht     |
| 1 de octubre     | Constant Vanden Stock     | Anderlecht     | 1:1       | Ajax Ámsterdam |
| 1 de octubre     | Stadionul Dan Păltinişanu | Timişoara      | 0:3       | Dinamo Zagreb  |
| 22 de octubre    | Stadionul Dan Păltinişanu | Timişoara      | 0:0       | Anderlecht     |
| 22 de octubre    | Ámsterdam ArenA           | Ajax Ámsterdam | 2:1       | Dinamo Zagreb  |
| 5 de noviembre   | Constant Vanden Stock     | Anderlecht     | 3:1       | Timişoara      |
| 5 de noviembre   | Maksimir Stadium          | Dinamo Zagreb  | 0:2       | Ajax Ámsterdam |
| 2 de diciembre   | Stadionul Dan Păltinişanu | Timişoara      | 1:2       | Ajax Ámsterdam |
| 2 de diciembre   | Constant Vanden Stock     | Anderlecht     | 0:1       | Dinamo Zagreb  |
| 17 de diciembre  | Maksimir Stadium          | Dinamo Zagreb  | 1:2       | Timişoara      |
| 17 de diciembre  | Ámsterdam ArenA           | Ajax Ámsterdam | 1:3       | Anderlecht     |

### Grupo B
| Equipo       | Pts. | PJ | PG | PE | PP | GF | GC | DG |
| ------------ | ---- | -- | -- | -- | -- | -- | -- | -- |
| Valencia     | 12   | 6  | 3  | 3  | 0  | 12 | 8  | +4 |
| Lille        | 10   | 6  | 3  | 1  | 2  | 15 | 9  | +6 |
| Genoa        | 7    | 6  | 2  | 1  | 3  | 8  | 10 | -2 |
| Slavia Praga | 3    | 6  | 0  | 3  | 3  | 5  | 13 | -8 |

| Fecha            | Estadio         | Local        | Resultado | Visitante    |
| ---------------- | --------------- | ------------ | --------- | ------------ |
| 17 de septiembre | Lille Metropole | Lille        | 1:1       | Valencia     |
| 17 de septiembre | Luigi Ferraris  | Genoa        | 2:0       | Slavia Praga |
| 1 de octubre     | Stadion Eden    | Slavia Praga | 1:5       | Lille        |
| 1 de octubre     | Mestalla        | Valencia     | 3:2       | Genoa        |
| 22 de octubre    | Mestalla        | Valencia     | 1:1       | Slavia Praga |
| 22 de octubre    | Lille Metropole | Lille        | 3:0       | Genoa        |
| 5 de noviembre   | Stadion Eden    | Slavia Praga | 2:2       | Valencia     |
| 5 de noviembre   | Luigi Ferraris  | Genoa        | 3:2       | Lille        |
| 2 de diciembre   | Mestalla        | Valencia     | 3:1       | Lille        |
| 2 de diciembre   | Stadion Eden    | Slavia Praga | 0:0       | Genoa        |
| 17 de diciembre  | Luigi Ferraris  | Genoa        | 1:2       | Valencia     |
| 17 de diciembre  | Lille Metropole | Lille        | 3:1       | Slavia Praga |

### Grupo C
| Equipo          | Pts. | PJ | PG | PE | PP | GF | GC | DG |
| --------------- | ---- | -- | -- | -- | -- | -- | -- | -- |
| Hapoel Tel Aviv | 12   | 6  | 4  | 0  | 2  | 13 | 8  | +5 |
| Hamburgo        | 10   | 6  | 3  | 1  | 2  | 7  | 6  | +1 |
| Celtic          | 6    | 6  | 1  | 3  | 2  | 7  | 7  | 0  |
| Rapid Viena     | 5    | 6  | 1  | 2  | 3  | 8  | 14 | -6 |

| Fecha            | Estadio            | Local           | Resultado | Visitante       |
| ---------------- | ------------------ | --------------- | --------- | --------------- |
| 17 de septiembre | Bloomfield Stadium | Hapoel Tel Aviv | 2:1       | Celtic          |
| 17 de septiembre | Ernst Happel       | Rapid Viena     | 3:0       | Hamburgo        |
| 1 de octubre     | Hamburgo Arena     | Hamburgo        | 4:2       | Hapoel Tel Aviv |
| 1 de octubre     | Celtic Park        | Celtic          | 1:1       | Rapid Viena     |
| 22 de octubre    | Celtic Park        | Celtic          | 0:1       | Hamburgo        |
| 22 de octubre    | Bloomfield Stadium | Hapoel Tel Aviv | 5:1       | Rapid Viena     |
| 5 de noviembre   | Hamburgo Arena     | Hamburgo        | 0:0       | Celtic          |
| 5 de noviembre   | Ernst Happel       | Rapid Viena     | 0:3       | Hapoel Tel Aviv |
| 2 de diciembre   | Celtic Park        | Celtic          | 2:0       | Hapoel Tel Aviv |
| 2 de diciembre   | Hamburgo Arena     | Hamburgo        | 2:0       | Rapid Viena     |
| 17 de diciembre  | Ernst Happel       | Rapid Viena     | 3:3       | Celtic          |
| 17 de diciembre  | Bloomfield Stadium | Hapoel Tel Aviv | 1:0       | Hamburgo        |

### Grupo D
| Equipo             | Pts. | PJ | PG | PE | PP | GF | GC | DG |
| ------------------ | ---- | -- | -- | -- | -- | -- | -- | -- |
| Sporting de Lisboa | 11   | 6  | 3  | 2  | 1  | 8  | 6  | +2 |
| Hertha Berlín      | 10   | 6  | 3  | 1  | 2  | 6  | 5  | +1 |
| Heerenveen         | 8    | 6  | 2  | 2  | 2  | 11 | 7  | +4 |
| Ventspils          | 3    | 6  | 0  | 3  | 3  | 3  | 10 | -7 |

| Fecha            | Estadio                        | Local              | Resultado | Visitante          |
| ---------------- | ------------------------------ | ------------------ | --------- | ------------------ |
| 17 de septiembre | Olímpico de Berlín             | Hertha Berlín      | 1:1       | Ventspils          |
| 17 de septiembre | Abe Lenstra Stadion            | Heerenveen         | 2:3       | Sporting de Lisboa |
| 1 de octubre     | José Alvalade                  | Sporting de Lisboa | 1:0       | Hertha Berlín      |
| 1 de octubre     | Ventspils Olimpiskais Stadions | Ventspils          | 0:0       | Heerenveen         |
| 22 de octubre    | Ventspils Olimpiskais Stadions | Ventspils          | 1:2       | Sporting de Lisboa |
| 22 de octubre    | Olímpico de Berlín             | Hertha Berlín      | 0:1       | Heerenveen         |
| 5 de noviembre   | José Alvalade                  | Sporting de Lisboa | 1:1       | Ventspils          |
| 5 de noviembre   | Abe Lenstra Stadion            | Heerenveen         | 2:3       | Hertha Berlín      |
| 3 de diciembre   | Ventspils Olimpiskais Stadions | Ventspils          | 0:1       | Hertha Berlín      |
| 3 de diciembre   | José Alvalade                  | Sporting de Lisboa | 1:1       | Heerenveen         |
| 16 de diciembre  | Abe Lenstra Stadion            | Heerenveen         | 5:0       | Ventspils          |
| 16 de diciembre  | Olímpico de Berlín             | Hertha Berlín      | 1:0       | Sporting de Lisboa |

### Grupo E
| Equipo     | Pts. | PJ | PG | PE | PP | GF | GC | DG  |
| ---------- | ---- | -- | -- | -- | -- | -- | -- | --- |
| Roma       | 13   | 6  | 4  | 1  | 1  | 10 | 5  | +5  |
| Fulham     | 11   | 6  | 3  | 2  | 1  | 8  | 6  | +2  |
| Basel      | 9    | 6  | 3  | 0  | 3  | 10 | 7  | +3  |
| CSKA Sofía | 1    | 6  | 0  | 1  | 5  | 2  | 12 | -10 |

| Fecha            | Estadio               | Local      | Resultado | Visitante  |
| ---------------- | --------------------- | ---------- | --------- | ---------- |
| 17 de septiembre | Estadio Vasil Levski  | CSKA Sofía | 1:1       | Fulham     |
| 17 de septiembre | St. Jakob Park        | Basel      | 2:0       | Roma       |
| 1 de octubre     | Olímpico de Roma      | Roma       | 2:0       | CSKA Sofía |
| 1 de octubre     | Craven Cottage        | Fulham     | 1:0       | Basel      |
| 22 de octubre    | Craven Cottage        | Fulham     | 1:1       | Roma       |
| 22 de octubre    | Vasil Levski National | CSKA Sofía | 0:2       | Basel      |
| 5 de noviembre   | Olímpico de Roma      | Roma       | 2:1       | Fulham     |
| 5 de noviembre   | St. Jakob Park        | Basel      | 3:1       | CSKA Sofía |
| 3 de diciembre   | Craven Cottage        | Fulham     | 1:0       | CSKA Sofía |
| 3 de diciembre   | Olímpico de Roma      | Roma       | 2:1       | Basel      |
| 16 de diciembre  | St. Jakob Park        | Basel      | 2:3       | Fulham     |
| 16 de diciembre  | Vasil Levski National | CSKA Sofía | 0:3       | Roma       |

### Grupo F
| Equipo          | Pts. | PJ | PG | PE | PP | GF | GC | DG |
| --------------- | ---- | -- | -- | -- | -- | -- | -- | -- |
| Galatasaray     | 13   | 6  | 4  | 1  | 1  | 12 | 4  | +8 |
| Panathinaikos   | 12   | 6  | 4  | 0  | 2  | 7  | 4  | +3 |
| Dinamo Bucarest | 6    | 6  | 2  | 0  | 4  | 4  | 12 | -8 |
| Sturm Graz      | 4    | 6  | 1  | 1  | 4  | 3  | 6  | -3 |

| Fecha            | Estadio               | Local           | Resultado | Visitante       |
| ---------------- | --------------------- | --------------- | --------- | --------------- |
| 17 de septiembre | Olímpico de Atenas    | Panathinaikos   | 1:3       | Galatasaray     |
| 17 de septiembre | Stadion Graz-Liebenau | Sturm Graz      | 0:1       | Dinamo Bucarest |
| 1 de octubre     | Stadionul Dinamo      | Dinamo Bucarest | 0:1       | Panathinaikos   |
| 1 de octubre     | Ali Sami Yen          | Galatasaray     | 1:1       | Sturm Graz      |
| 22 de octubre    | Ali Sami Yen          | Galatasaray     | 4:1       | Dinamo Bucarest |
| 22 de octubre    | Olímpico de Atenas    | Panathinaikos   | 1:0       | Sturm Graz      |
| 5 de noviembre   | Stadionul Dinamo      | Dinamo Bucarest | 0:3       | Galatasaray     |
| 5 de noviembre   | Stadion Graz-Liebenau | Sturm Graz      | 0:1       | Panathinaikos   |
| 3 de diciembre   | Ali Sami Yen          | Galatasaray     | 1:0       | Panathinaikos   |
| 3 de diciembre   | Stadionul Dinamo      | Dinamo Bucarest | 2:1       | Sturm Graz      |
| 16 de diciembre  | Stadion Graz-Liebenau | Sturm Graz      | 1:0       | Galatasaray     |
| 16 de diciembre  | Olímpico de Atenas    | Panathinaikos   | 3:0       | Dinamo Bucarest |

### Grupo G
| Equipo             | Pts. | PJ | PG | PE | PP | GF | GC | DG |
| ------------------ | ---- | -- | -- | -- | -- | -- | -- | -- |
| Red Bull Salzburgo | 18   | 6  | 6  | 0  | 0  | 9  | 2  | +7 |
| Villarreal         | 9    | 6  | 3  | 0  | 3  | 8  | 6  | +2 |
| Lazio              | 6    | 6  | 2  | 0  | 4  | 9  | 10 | -1 |
| Levski Sofia       | 3    | 6  | 1  | 0  | 5  | 1  | 9  | -8 |

| Fecha            | Estadio                  | Local              | Resultado | Visitante          |
| ---------------- | ------------------------ | ------------------ | --------- | ------------------ |
| 17 de septiembre | Olímpico de Roma         | Lazio              | 1:2       | Red Bull Salzburgo |
| 17 de septiembre | El Madrigal              | Villarreal         | 1:0       | Levski Sofia       |
| 1 de octubre     | Georgi Asparuhov Stadium | Levski Sofia       | 0:4       | Lazio              |
| 1 de octubre     | Wals-Siezenheim          | Red Bull Salzburgo | 2:0       | Villarreal         |
| 22 de octubre    | Wals-Siezenheim          | Red Bull Salzburgo | 1:0       | Levski Sofia       |
| 22 de octubre    | Olímpico de Roma         | Lazio              | 2:1       | Villarreal         |
| 5 de noviembre   | Georgi Asparuhov Stadium | Levski Sofia       | 0:1       | Red Bull Salzburgo |
| 5 de noviembre   | El Madrigal              | Villarreal         | 4:1       | Lazio              |
| 2 de diciembre   | Wals-Siezenheim          | Red Bull Salzburgo | 2:1       | Lazio              |
| 2 de diciembre   | Georgi Asparuhov Stadium | Levski Sofia       | 0:2       | Villarreal         |
| 17 de diciembre  | El Madrigal              | Villarreal         | 0:1       | Red Bull Salzburgo |
| 17 de diciembre  | Olímpico de Roma         | Lazio              | 0:1       | Levski Sofia       |

### Grupo H
| Equipo           | Pts. | PJ | PG | PE | PP | GF | GC | DG |
| ---------------- | ---- | -- | -- | -- | -- | -- | -- | -- |
| Fenerbahçe       | 15   | 6  | 5  | 0  | 1  | 8  | 3  | +5 |
| Twente           | 8    | 6  | 2  | 2  | 2  | 5  | 6  | -1 |
| Sheriff Tiraspol | 5    | 6  | 1  | 2  | 3  | 4  | 5  | -1 |
| Steaua Bucarest  | 4    | 6  | 0  | 4  | 2  | 3  | 6  | -3 |

| Fecha            | Estadio           | Local            | Resultado | Visitante        |
| ---------------- | ----------------- | ---------------- | --------- | ---------------- |
| 17 de septiembre | Stadionul Ghencea | Steaua Bucarest  | 0:0       | Sheriff Tiraspol |
| 17 de septiembre | Şükrü Saracoğlu   | Fenerbahçe       | 1:2       | Twente           |
| 1 de octubre     | De Grolsch Veste  | Twente           | 0:0       | Steaua Bucarest  |
| 1 de octubre     | Sheriff Stadium   | Sheriff Tiraspol | 0:1       | Fenerbahçe       |
| 22 de octubre    | Sheriff Stadium   | Sheriff Tiraspol | 2:0       | Twente           |
| 22 de octubre    | Stadionul Ghencea | Steaua Bucarest  | 0:1       | Fenerbahçe       |
| 5 de noviembre   | De Grolsch Veste  | Twente           | 2:1       | Sheriff Tiraspol |
| 5 de noviembre   | Şükrü Saracoğlu   | Fenerbahçe       | 3:1       | Steaua Bucarest  |
| 2 de diciembre   | Sheriff Stadium   | Sheriff Tiraspol | 1:1       | Steaua Bucarest  |
| 2 de diciembre   | De Grolsch Veste  | Twente           | 0:1       | Fenerbahçe       |
| 17 de diciembre  | Şükrü Saracoğlu   | Fenerbahçe       | 1:0       | Sheriff Tiraspol |
| 17 de diciembre  | Stadionul Ghencea | Steaua Bucarest  | 1:1       | Twente           |

### Grupo I
| Equipo       | Pts. | PJ | PG | PE | PP | GF | GC | DG  |
| ------------ | ---- | -- | -- | -- | -- | -- | -- | --- |
| Benfica      | 15   | 6  | 5  | 0  | 1  | 13 | 3  | +10 |
| Everton      | 9    | 6  | 3  | 0  | 3  | 7  | 9  | -2  |
| BATE Borisov | 7    | 6  | 2  | 1  | 3  | 7  | 9  | -2  |
| AEK Atenas   | 4    | 6  | 1  | 1  | 4  | 5  | 11 | -6  |

| Fecha            | Estadio            | Local        | Resultado | Visitante    |
| ---------------- | ------------------ | ------------ | --------- | ------------ |
| 17 de septiembre | Estádio da Luz     | Benfica      | 2:0       | BATE Borisov |
| 17 de septiembre | Goodison Park      | Everton      | 4:0       | AEK Atenas   |
| 1 de octubre     | Olímpico de Atenas | AEK Atenas   | 1:0       | Benfica      |
| 1 de octubre     | Estadio Dinamo     | BATE Borisov | 1:2       | Everton      |
| 22 de octubre    | Estadio Dinamo     | BATE Borisov | 2:1       | AEK Atenas   |
| 22 de octubre    | Estádio da Luz     | Benfica      | 5:0       | Everton      |
| 5 de noviembre   | Olímpico de Atenas | AEK Atenas   | 2:2       | BATE Borisov |
| 5 de noviembre   | Goodison Park      | Everton      | 0:2       | Benfica      |
| 2 de diciembre   | Estadio Dinamo     | BATE Borisov | 1:2       | Benfica      |
| 2 de diciembre   | Olímpico de Atenas | AEK Atenas   | 0:1       | Everton      |
| 17 de diciembre  | Goodison Park      | Everton      | 0:1       | BATE Borisov |
| 17 de diciembre  | Estádio da Luz     | Benfica      | 2:1       | AEK Atenas   |

### Grupo J
| Equipo            | Pts. | PJ | PG | PE | PP | GF | GC | DG  |
| ----------------- | ---- | -- | -- | -- | -- | -- | -- | --- |
| Shakhtar Donetsk  | 13   | 6  | 4  | 1  | 1  | 14 | 3  | +11 |
| Brujas            | 11   | 6  | 3  | 2  | 1  | 10 | 8  | +2  |
| Toulouse          | 7    | 6  | 2  | 1  | 3  | 6  | 11 | -5  |
| Partizan Belgrado | 3    | 6  | 1  | 0  | 5  | 4  | 12 | -8  |

| Fecha            | Estadio           | Local             | Resultado | Visitante         |
| ---------------- | ----------------- | ----------------- | --------- | ----------------- |
| 17 de septiembre | Jan Breydel       | Brujas            | 1:4       | Shakhtar Donetsk  |
| 17 de septiembre | Partizan          | Partizan Belgrado | 2:3       | Toulouse          |
| 1 de octubre     | Stade de Toulouse | Toulouse          | 2:2       | Brujas            |
| 1 de octubre     | Donbass Arena     | Shakhtar Donetsk  | 4:1       | Partizan Belgrado |
| 22 de octubre    | Donbass Arena     | Shakhtar Donetsk  | 4:0       | Toulouse          |
| 22 de octubre    | Jan Breydel       | Brujas            | 2:0       | Partizan Belgrado |
| 5 de noviembre   | Stade de Toulouse | Toulouse          | 0:2       | Shakhtar Donetsk  |
| 5 de noviembre   | Partizan          | Partizan Belgrado | 2:4       | Brujas            |
| 3 de diciembre   | Donbass Arena     | Shakhtar Donetsk  | 0:0       | Brujas            |
| 3 de diciembre   | Stade de Toulouse | Toulouse          | 2:0       | Partizan Belgrado |
| 16 de diciembre  | Partizan          | Partizan Belgrado | 1:0       | Shakhtar Donetsk  |
| 16 de diciembre  | Jan Breydel       | Brujas            | 1:0       | Toulouse          |

### Grupo K
| Equipo        | Pts. | PJ | PG | PE | PP | GF | GC | DG |
| ------------- | ---- | -- | -- | -- | -- | -- | -- | -- |
| PSV Eindhoven | 14   | 6  | 4  | 2  | 0  | 9  | 3  | +6 |
| Copenhague    | 10   | 6  | 3  | 1  | 2  | 7  | 4  | +3 |
| Sparta Praga  | 7    | 6  | 2  | 1  | 3  | 7  | 9  | -2 |
| CFR Cluj      | 3    | 6  | 1  | 0  | 5  | 4  | 11 | -7 |

| Fecha            | Estadio                  | Local         | Resultado | Visitante     |
| ---------------- | ------------------------ | ------------- | --------- | ------------- |
| 17 de septiembre | Sparta Praha Stadium     | Sparta Praga  | 2:2       | PSV Eindhoven |
| 17 de septiembre | Dr. Constantin Rădulescu | CFR Cluj      | 2:0       | Copenhague    |
| 1 de octubre     | Parken Stadium           | Copenhague    | 1:0       | Sparta Praga  |
| 1 de octubre     | PSV Stadion              | PSV Eindhoven | 1:0       | CFR Cluj      |
| 22 de octubre    | PSV Stadion              | PSV Eindhoven | 1:0       | Copenhague    |
| 22 de octubre    | Sparta Praha Stadium     | Sparta Praga  | 2:0       | CFR Cluj      |
| 5 de noviembre   | Parken Stadium           | Copenhague    | 1:1       | PSV Eindhoven |
| 5 de noviembre   | Dr. Constantin Rădulescu | CFR Cluj      | 2:3       | Sparta Praga  |
| 3 de diciembre   | PSV Stadion              | PSV Eindhoven | 1:0       | Sparta Praga  |
| 3 de diciembre   | Parken Stadium           | Copenhague    | 2:0       | CFR Cluj      |
| 16 de diciembre  | Dr. Constantin Rădulescu | CFR Cluj      | 0:3       | PSV Eindhoven |
| 16 de diciembre  | Sparta Praha Stadium     | Sparta Praga  | 0:3       | Copenhague    |

### Grupo L
| Equipo        | Pts. | PJ | PG | PE | PP | GF | GC | DG  |
| ------------- | ---- | -- | -- | -- | -- | -- | -- | --- |
| Werder Bremen | 16   | 6  | 5  | 1  | 0  | 17 | 6  | +11 |
| Athletic Club | 10   | 6  | 3  | 1  | 2  | 10 | 8  | +2  |
| Nacional      | 5    | 6  | 1  | 2  | 3  | 11 | 12 | -1  |
| Austria Viena | 2    | 6  | 0  | 2  | 4  | 4  | 16 | -12 |

| Fecha            | Estadio            | Local         | Resultado | Visitante     |
| ---------------- | ------------------ | ------------- | --------- | ------------- |
| 17 de septiembre | San Mamés          | Athletic Club | 3:0       | Austria Viena |
| 17 de septiembre | Estádio da Madeira | Nacional      | 2:3       | Werder Bremen |
| 1 de octubre     | Weserstadion       | Werder Bremen | 3:1       | Athletic Club |
| 1 de octubre     | Franz Horr Stadium | Austria Viena | 1:1       | Nacional      |
| 22 de octubre    | Franz Horr Stadium | Austria Viena | 2:2       | Werder Bremen |
| 22 de octubre    | San Mamés          | Athletic Club | 2:1       | Nacional      |
| 5 de noviembre   | Weserstadion       | Werder Bremen | 2:0       | Austria Viena |
| 5 de noviembre   | Estádio da Madeira | Nacional      | 1:1       | Athletic Club |
| 3 de diciembre   | Franz Horr Stadium | Austria Viena | 0:3       | Athletic Club |
| 3 de diciembre   | Weserstadion       | Werder Bremen | 4:1       | Nacional      |
| 16 de diciembre  | Estádio da Madeira | Nacional      | 5:1       | Austria Viena |
| 16 de diciembre  | San Mamés          | Athletic Club | 0:3       | Werder Bremen |

## Dieciseisavos de final
Los primeros de grupo junto con los clasificados como terceros de la fase de grupos de la Liga de Campeones que consiguieron mejor puntuación, entraron en el sorteo ante los subcampeones de grupo y los otros cuatro equipos clasificados como terceros de la Liga de Campeones y que obtuvieron una menor puntuación en esa competición. 
En esta ronda el sorteo estuvo condicionado a que no se pudieran enfrentar los equipos del mismo grupo, ni equipos del mismo país. Los ganadores de grupo y los cuatro mejores terceros equipos clasificados de la Liga de Campeones jugarán el partido de vuelta en casa. El sorteo se llevó a cabo en Nyon el 18 de diciembre de 2009 a las 13:00 h (CET).
| Equipo local ida   | Resultado | Equipo visitante ida  | Ida | Vuelta     |
| ------------------ | --------- | --------------------- | --- | ---------- |
| Rubin Kazan        | 3:0       | Hapoel Tel-Aviv       | 3:0 | 0:0        |
| Athletic Club      | 1:5       | Anderlecht            | 1:1 | 0:4        |
| Copenhague         | 2:6       | Olympique de Marsella | 1:3 | 1:3        |
| Panathinaikos      | 6:4       | Roma                  | 3:2 | 3:2        |
| Atlético de Madrid | 3:2       | Galatasaray           | 1:1 | 2:1        |
| Ajax Ámsterdam     | 1:2       | Juventus              | 1:2 | 0:0        |
| Brujas             | 1:3       | Valencia              | 1:0 | 0:3 (pró.) |
| Fulham             | 3:2       | Shakhtar Donetsk      | 2:1 | 1:1        |
| Liverpool          | 4:1       | Unirea Urziceni       | 1:0 | 3:1        |
| Hamburgo           | (v.) 3:3  | PSV Eindhoven         | 1:0 | 2:3        |
| Villarreal         | 3:6       | Wolfsburgo            | 2:2 | 1:4        |
| Standard Lieja     | 3:2       | Red Bull Salzburgo    | 3:2 | 0:0        |
| Twente             | 2:4       | Werder Bremen         | 1:0 | 1:4        |
| Lille              | 3:2       | Fenerbahçe            | 2:1 | 1:1        |
| Everton            | 2:4       | Sporting de Lisboa    | 2:1 | 0:3        |
| Hertha Berlín      | 1:5       | Benfica               | 1:1 | 0:4        |

## Segunda fase
|  | Dieciseisavos de final                                               | Dieciseisavos de final                                               | Dieciseisavos de final                                               | Dieciseisavos de final                                               |   |                         | Octavos de final                                       | Octavos de final                                       | Octavos de final                                       | Octavos de final                                       |  |          | Cuartos de final                                     | Cuartos de final                                     | Cuartos de final                                     | Cuartos de final                                     |  |                                 | Semifinales                                            | Semifinales                                            | Semifinales                                            | Semifinales                                            |  |                            | Final                                           | Final                                           |  |
|  | 16 y 18 de febrero de 2010 (ida) 23 y 25 de febrero de 2010 (vuelta) | 16 y 18 de febrero de 2010 (ida) 23 y 25 de febrero de 2010 (vuelta) | 16 y 18 de febrero de 2010 (ida) 23 y 25 de febrero de 2010 (vuelta) | 16 y 18 de febrero de 2010 (ida) 23 y 25 de febrero de 2010 (vuelta) |   |                         | 11 de marzo de 2010 (ida) 18 de marzo de 2010 (vuelta) | 11 de marzo de 2010 (ida) 18 de marzo de 2010 (vuelta) | 11 de marzo de 2010 (ida) 18 de marzo de 2010 (vuelta) | 11 de marzo de 2010 (ida) 18 de marzo de 2010 (vuelta) |  |          | 1 de abril de 2010 (ida) 8 de abril de 2010 (vuelta) | 1 de abril de 2010 (ida) 8 de abril de 2010 (vuelta) | 1 de abril de 2010 (ida) 8 de abril de 2010 (vuelta) | 1 de abril de 2010 (ida) 8 de abril de 2010 (vuelta) |  |                                 | 22 de abril de 2010 (ida) 29 de abril de 2010 (vuelta) | 22 de abril de 2010 (ida) 29 de abril de 2010 (vuelta) | 22 de abril de 2010 (ida) 29 de abril de 2010 (vuelta) | 22 de abril de 2010 (ida) 29 de abril de 2010 (vuelta) |  |                            | 12 de mayo de 2010 HSH Nordbank Arena, Hamburgo | 12 de mayo de 2010 HSH Nordbank Arena, Hamburgo |  |
|  |                                                                      |                                                                      |                                                                      |                                                                      |   |                         |                                                        |                                                        |                                                        |                                                        |  |          |                                                      |                                                      |                                                      |                                                      |  |                                 |                                                        |                                                        |                                                        |                                                        |  |                            |                                                 |                                                 |  |
|  |                                                                      |                                                                      |                                                                      |                                                                      |   |                         |                                                        |                                                        |                                                        |                                                        |  |          |                                                      |                                                      |                                                      |                                                      |  |                                 |                                                        |                                                        |                                                        |                                                        |  |                            |                                                 |                                                 |  |
|  | Brujas                                                               | 1                                                                    | 0                                                                    | 1                                                                    |   |                         |                                                        |                                                        |                                                        |                                                        |  |          |                                                      |                                                      |                                                      |                                                      |  |                                 |                                                        |                                                        |                                                        |                                                        |  |                            |                                                 |                                                 |  |
|  | Brujas                                                               | 1                                                                    | 0                                                                    | 1                                                                    |   |                         |                                                        |                                                        |                                                        |                                                        |  |          |                                                      |                                                      |                                                      |                                                      |  |                                 |                                                        |                                                        |                                                        |                                                        |  |                            |                                                 |                                                 |  |
|  | Valencia (t. s.)                                                     | 0                                                                    | 3                                                                    | 3                                                                    |   |                         |                                                        |                                                        |                                                        |                                                        |  |          |                                                      |                                                      |                                                      |                                                      |  |                                 |                                                        |                                                        |                                                        |                                                        |  |                            |                                                 |                                                 |  |
|  | Valencia (t. s.)                                                     | 0                                                                    | 3                                                                    | 3                                                                    |   | Valencia (v.)           | 1                                                      | 4                                                      | 5                                                      |                                                        |  |          |                                                      |                                                      |                                                      |                                                      |  |                                 |                                                        |                                                        |                                                        |                                                        |  |                            |                                                 |                                                 |  |
|  |                                                                      |                                                                      |                                                                      |                                                                      |   | Valencia (v.)           | 1                                                      | 4                                                      | 5                                                      |                                                        |  |          |                                                      |                                                      |                                                      |                                                      |  |                                 |                                                        |                                                        |                                                        |                                                        |  |                            |                                                 |                                                 |  |
|  |                                                                      |                                                                      | Werder Bremen                                                        | 1                                                                    | 4 | 5                       |                                                        |                                                        |                                                        |                                                        |  |          |                                                      |                                                      |                                                      |                                                      |  |                                 |                                                        |                                                        |                                                        |                                                        |  |                            |                                                 |                                                 |  |
|  | Twente                                                               | 1                                                                    | Werder Bremen                                                        | 1                                                                    | 4 | 5                       | 1                                                      | 2                                                      |                                                        |                                                        |  |          |                                                      |                                                      |                                                      |                                                      |  |                                 |                                                        |                                                        |                                                        |                                                        |  |                            |                                                 |                                                 |  |
|  | Twente                                                               | 1                                                                    |                                                                      |                                                                      |   |                         |                                                        |                                                        |                                                        |                                                        |  |          |                                                      |                                                      |                                                      |                                                      |  |                                 |                                                        |                                                        |                                                        |                                                        |  |                            |                                                 |                                                 |  |
|  | Werder Bremen                                                        | 0                                                                    | 4                                                                    | 4                                                                    |   |                         |                                                        |                                                        |                                                        |                                                        |  |          |                                                      |                                                      |                                                      |                                                      |  |                                 |                                                        |                                                        |                                                        |                                                        |  |                            |                                                 |                                                 |  |
|  | Werder Bremen                                                        | 0                                                                    | 4                                                                    | 4                                                                    |   |                         |                                                        |                                                        |                                                        |                                                        |  | Valencia | 2                                                    | 0                                                    | 2                                                    |                                                      |  |                                 |                                                        |                                                        |                                                        |                                                        |  |                            |                                                 |                                                 |  |
|  |                                                                      |                                                                      |                                                                      |                                                                      |   |                         |                                                        |                                                        |                                                        |                                                        |  | Valencia | 2                                                    | 0                                                    | 2                                                    |                                                      |  |                                 |                                                        |                                                        |                                                        |                                                        |  |                            |                                                 |                                                 |  |
|  |                                                                      |                                                                      | Atlético de Madrid (v.)                                              | 2                                                                    | 0 | 2                       |                                                        |                                                        |                                                        |                                                        |  |          |                                                      |                                                      |                                                      |                                                      |  |                                 |                                                        |                                                        |                                                        |                                                        |  |                            |                                                 |                                                 |  |
|  | Atlético de Madrid                                                   | 1                                                                    | Atlético de Madrid (v.)                                              | 2                                                                    | 0 | 2                       | 2                                                      | 3                                                      |                                                        |                                                        |  |          |                                                      |                                                      |                                                      |                                                      |  |                                 |                                                        |                                                        |                                                        |                                                        |  |                            |                                                 |                                                 |  |
|  | Atlético de Madrid                                                   | 1                                                                    |                                                                      |                                                                      |   |                         |                                                        |                                                        |                                                        |                                                        |  |          |                                                      |                                                      |                                                      |                                                      |  |                                 |                                                        |                                                        |                                                        |                                                        |  |                            |                                                 |                                                 |  |
|  | Galatasaray                                                          | 1                                                                    | 1                                                                    | 2                                                                    |   |                         |                                                        |                                                        |                                                        |                                                        |  |          |                                                      |                                                      |                                                      |                                                      |  |                                 |                                                        |                                                        |                                                        |                                                        |  |                            |                                                 |                                                 |  |
|  | Galatasaray                                                          | 1                                                                    | 1                                                                    | 2                                                                    |   | Atlético de Madrid (v.) | 0                                                      | 2                                                      | 2                                                      |                                                        |  |          |                                                      |                                                      |                                                      |                                                      |  |                                 |                                                        |                                                        |                                                        |                                                        |  |                            |                                                 |                                                 |  |
|  |                                                                      |                                                                      |                                                                      |                                                                      |   | Atlético de Madrid (v.) | 0                                                      | 2                                                      | 2                                                      |                                                        |  |          |                                                      |                                                      |                                                      |                                                      |  |                                 |                                                        |                                                        |                                                        |                                                        |  |                            |                                                 |                                                 |  |
|  |                                                                      |                                                                      | Sporting de Lisboa                                                   | 0                                                                    | 2 | 2                       |                                                        |                                                        |                                                        |                                                        |  |          |                                                      |                                                      |                                                      |                                                      |  |                                 |                                                        |                                                        |                                                        |                                                        |  |                            |                                                 |                                                 |  |
|  | Everton                                                              | 2                                                                    | Sporting de Lisboa                                                   | 0                                                                    | 2 | 2                       | 0                                                      | 2                                                      |                                                        |                                                        |  |          |                                                      |                                                      |                                                      |                                                      |  |                                 |                                                        |                                                        |                                                        |                                                        |  |                            |                                                 |                                                 |  |
|  | Everton                                                              | 2                                                                    |                                                                      |                                                                      |   |                         |                                                        |                                                        |                                                        |                                                        |  |          |                                                      |                                                      |                                                      |                                                      |  |                                 |                                                        |                                                        |                                                        |                                                        |  |                            |                                                 |                                                 |  |
|  | Sporting de Lisboa                                                   | 1                                                                    | 3                                                                    | 4                                                                    |   |                         |                                                        |                                                        |                                                        |                                                        |  |          |                                                      |                                                      |                                                      |                                                      |  |                                 |                                                        |                                                        |                                                        |                                                        |  |                            |                                                 |                                                 |  |
|  | Sporting de Lisboa                                                   | 1                                                                    | 3                                                                    | 4                                                                    |   |                         |                                                        |                                                        |                                                        |                                                        |  |          |                                                      |                                                      |                                                      |                                                      |  | Atlético de Madrid (t. s.) (v.) | 1                                                      | 1                                                      | 2                                                      |                                                        |  |                            |                                                 |                                                 |  |
|  |                                                                      |                                                                      |                                                                      |                                                                      |   |                         |                                                        |                                                        |                                                        |                                                        |  |          |                                                      |                                                      |                                                      |                                                      |  | Atlético de Madrid (t. s.) (v.) | 1                                                      | 1                                                      | 2                                                      |                                                        |  |                            |                                                 |                                                 |  |
|  |                                                                      |                                                                      | Liverpool                                                            | 0                                                                    | 2 | 2                       |                                                        |                                                        |                                                        |                                                        |  |          |                                                      |                                                      |                                                      |                                                      |  |                                 |                                                        |                                                        |                                                        |                                                        |  |                            |                                                 |                                                 |  |
|  | Hertha Berlín                                                        | 1                                                                    | Liverpool                                                            | 0                                                                    | 2 | 2                       | 0                                                      | 1                                                      |                                                        |                                                        |  |          |                                                      |                                                      |                                                      |                                                      |  |                                 |                                                        |                                                        |                                                        |                                                        |  |                            |                                                 |                                                 |  |
|  | Hertha Berlín                                                        | 1                                                                    |                                                                      |                                                                      |   |                         |                                                        |                                                        |                                                        |                                                        |  |          |                                                      |                                                      |                                                      |                                                      |  |                                 |                                                        |                                                        |                                                        |                                                        |  |                            |                                                 |                                                 |  |
|  | Benfica                                                              | 1                                                                    | 4                                                                    | 5                                                                    |   |                         |                                                        |                                                        |                                                        |                                                        |  |          |                                                      |                                                      |                                                      |                                                      |  |                                 |                                                        |                                                        |                                                        |                                                        |  |                            |                                                 |                                                 |  |
|  | Benfica                                                              | 1                                                                    | 4                                                                    | 5                                                                    |   | Benfica                 | 1                                                      | 2                                                      | 3                                                      |                                                        |  |          |                                                      |                                                      |                                                      |                                                      |  |                                 |                                                        |                                                        |                                                        |                                                        |  |                            |                                                 |                                                 |  |
|  |                                                                      |                                                                      |                                                                      |                                                                      |   | Benfica                 | 1                                                      | 2                                                      | 3                                                      |                                                        |  |          |                                                      |                                                      |                                                      |                                                      |  |                                 |                                                        |                                                        |                                                        |                                                        |  |                            |                                                 |                                                 |  |
|  |                                                                      |                                                                      | Olympique de Marsella                                                | 1                                                                    | 1 | 2                       |                                                        |                                                        |                                                        |                                                        |  |          |                                                      |                                                      |                                                      |                                                      |  |                                 |                                                        |                                                        |                                                        |                                                        |  |                            |                                                 |                                                 |  |
|  | Copenhague                                                           | 1                                                                    | Olympique de Marsella                                                | 1                                                                    | 1 | 2                       | 1                                                      | 2                                                      |                                                        |                                                        |  |          |                                                      |                                                      |                                                      |                                                      |  |                                 |                                                        |                                                        |                                                        |                                                        |  |                            |                                                 |                                                 |  |
|  | Copenhague                                                           | 1                                                                    |                                                                      |                                                                      |   |                         |                                                        |                                                        |                                                        |                                                        |  |          |                                                      |                                                      |                                                      |                                                      |  |                                 |                                                        |                                                        |                                                        |                                                        |  |                            |                                                 |                                                 |  |
|  | Olympique de Marsella                                                | 3                                                                    | 3                                                                    | 6                                                                    |   |                         |                                                        |                                                        |                                                        |                                                        |  |          |                                                      |                                                      |                                                      |                                                      |  |                                 |                                                        |                                                        |                                                        |                                                        |  |                            |                                                 |                                                 |  |
|  | Olympique de Marsella                                                | 3                                                                    | 3                                                                    | 6                                                                    |   |                         |                                                        |                                                        |                                                        |                                                        |  | Benfica  | 2                                                    | 1                                                    | 3                                                    |                                                      |  |                                 |                                                        |                                                        |                                                        |                                                        |  |                            |                                                 |                                                 |  |
|  |                                                                      |                                                                      |                                                                      |                                                                      |   |                         |                                                        |                                                        |                                                        |                                                        |  | Benfica  | 2                                                    | 1                                                    | 3                                                    |                                                      |  |                                 |                                                        |                                                        |                                                        |                                                        |  |                            |                                                 |                                                 |  |
|  |                                                                      |                                                                      | Liverpool                                                            | 1                                                                    | 4 | 5                       |                                                        |                                                        |                                                        |                                                        |  |          |                                                      |                                                      |                                                      |                                                      |  |                                 |                                                        |                                                        |                                                        |                                                        |  |                            |                                                 |                                                 |  |
|  | Lille                                                                | 2                                                                    | Liverpool                                                            | 1                                                                    | 4 | 5                       | 1                                                      | 3                                                      |                                                        |                                                        |  |          |                                                      |                                                      |                                                      |                                                      |  |                                 |                                                        |                                                        |                                                        |                                                        |  |                            |                                                 |                                                 |  |
|  | Lille                                                                | 2                                                                    |                                                                      |                                                                      |   |                         |                                                        |                                                        |                                                        |                                                        |  |          |                                                      |                                                      |                                                      |                                                      |  |                                 |                                                        |                                                        |                                                        |                                                        |  |                            |                                                 |                                                 |  |
|  | Fenerbahçe                                                           | 1                                                                    | 1                                                                    | 2                                                                    |   |                         |                                                        |                                                        |                                                        |                                                        |  |          |                                                      |                                                      |                                                      |                                                      |  |                                 |                                                        |                                                        |                                                        |                                                        |  |                            |                                                 |                                                 |  |
|  | Fenerbahçe                                                           | 1                                                                    | 1                                                                    | 2                                                                    |   | Lille                   | 1                                                      | 0                                                      | 1                                                      |                                                        |  |          |                                                      |                                                      |                                                      |                                                      |  |                                 |                                                        |                                                        |                                                        |                                                        |  |                            |                                                 |                                                 |  |
|  |                                                                      |                                                                      |                                                                      |                                                                      |   | Lille                   | 1                                                      | 0                                                      | 1                                                      |                                                        |  |          |                                                      |                                                      |                                                      |                                                      |  |                                 |                                                        |                                                        |                                                        |                                                        |  |                            |                                                 |                                                 |  |
|  |                                                                      |                                                                      | Liverpool                                                            | 0                                                                    | 3 | 3                       |                                                        |                                                        |                                                        |                                                        |  |          |                                                      |                                                      |                                                      |                                                      |  |                                 |                                                        |                                                        |                                                        |                                                        |  |                            |                                                 |                                                 |  |
|  | Liverpool                                                            | 1                                                                    | Liverpool                                                            | 0                                                                    | 3 | 3                       | 3                                                      | 4                                                      |                                                        |                                                        |  |          |                                                      |                                                      |                                                      |                                                      |  |                                 |                                                        |                                                        |                                                        |                                                        |  |                            |                                                 |                                                 |  |
|  | Liverpool                                                            | 1                                                                    |                                                                      |                                                                      |   |                         |                                                        |                                                        |                                                        |                                                        |  |          |                                                      |                                                      |                                                      |                                                      |  |                                 |                                                        |                                                        |                                                        |                                                        |  |                            |                                                 |                                                 |  |
|  | Unirea Urziceni                                                      | 0                                                                    | 1                                                                    | 1                                                                    |   |                         |                                                        |                                                        |                                                        |                                                        |  |          |                                                      |                                                      |                                                      |                                                      |  |                                 |                                                        |                                                        |                                                        |                                                        |  |                            |                                                 |                                                 |  |
|  | Unirea Urziceni                                                      | 0                                                                    | 1                                                                    | 1                                                                    |   |                         |                                                        |                                                        |                                                        |                                                        |  |          |                                                      |                                                      |                                                      |                                                      |  |                                 |                                                        |                                                        |                                                        |                                                        |  | Atlético de Madrid (t. s.) | 2                                               |                                                 |  |
|  |                                                                      |                                                                      |                                                                      |                                                                      |   |                         |                                                        |                                                        |                                                        |                                                        |  |          |                                                      |                                                      |                                                      |                                                      |  |                                 |                                                        |                                                        |                                                        |                                                        |  | Atlético de Madrid (t. s.) | 2                                               |                                                 |  |
|  |                                                                      |                                                                      | Fulham                                                               | 1                                                                    |   |                         |                                                        |                                                        |                                                        |                                                        |  |          |                                                      |                                                      |                                                      |                                                      |  |                                 |                                                        |                                                        |                                                        |                                                        |  |                            |                                                 |                                                 |  |
|  | Hamburgo (v.)                                                        | 1                                                                    | Fulham                                                               | 1                                                                    | 2 | 3                       |                                                        |                                                        |                                                        |                                                        |  |          |                                                      |                                                      |                                                      |                                                      |  |                                 |                                                        |                                                        |                                                        |                                                        |  |                            |                                                 |                                                 |  |
|  | Hamburgo (v.)                                                        | 1                                                                    |                                                                      |                                                                      |   |                         |                                                        |                                                        |                                                        |                                                        |  |          |                                                      |                                                      |                                                      |                                                      |  |                                 |                                                        |                                                        |                                                        |                                                        |  |                            |                                                 |                                                 |  |
|  | PSV Eindhoven                                                        | 0                                                                    | 3                                                                    | 3                                                                    |   |                         |                                                        |                                                        |                                                        |                                                        |  |          |                                                      |                                                      |                                                      |                                                      |  |                                 |                                                        |                                                        |                                                        |                                                        |  |                            |                                                 |                                                 |  |
|  | PSV Eindhoven                                                        | 0                                                                    | 3                                                                    | 3                                                                    |   | Hamburgo                | 3                                                      | 3                                                      | 6                                                      |                                                        |  |          |                                                      |                                                      |                                                      |                                                      |  |                                 |                                                        |                                                        |                                                        |                                                        |  |                            |                                                 |                                                 |  |
|  |                                                                      |                                                                      |                                                                      |                                                                      |   | Hamburgo                | 3                                                      | 3                                                      | 6                                                      |                                                        |  |          |                                                      |                                                      |                                                      |                                                      |  |                                 |                                                        |                                                        |                                                        |                                                        |  |                            |                                                 |                                                 |  |
|  |                                                                      |                                                                      | Anderlecht                                                           | 1                                                                    | 4 | 5                       |                                                        |                                                        |                                                        |                                                        |  |          |                                                      |                                                      |                                                      |                                                      |  |                                 |                                                        |                                                        |                                                        |                                                        |  |                            |                                                 |                                                 |  |
|  | Athletic Club                                                        | 1                                                                    | Anderlecht                                                           | 1                                                                    | 4 | 5                       | 0                                                      | 1                                                      |                                                        |                                                        |  |          |                                                      |                                                      |                                                      |                                                      |  |                                 |                                                        |                                                        |                                                        |                                                        |  |                            |                                                 |                                                 |  |
|  | Athletic Club                                                        | 1                                                                    |                                                                      |                                                                      |   |                         |                                                        |                                                        |                                                        |                                                        |  |          |                                                      |                                                      |                                                      |                                                      |  |                                 |                                                        |                                                        |                                                        |                                                        |  |                            |                                                 |                                                 |  |
|  | Anderlecht                                                           | 1                                                                    | 4                                                                    | 5                                                                    |   |                         |                                                        |                                                        |                                                        |                                                        |  |          |                                                      |                                                      |                                                      |                                                      |  |                                 |                                                        |                                                        |                                                        |                                                        |  |                            |                                                 |                                                 |  |
|  | Anderlecht                                                           | 1                                                                    | 4                                                                    | 5                                                                    |   |                         |                                                        |                                                        |                                                        |                                                        |  | Hamburgo | 2                                                    | 3                                                    | 5                                                    |                                                      |  |                                 |                                                        |                                                        |                                                        |                                                        |  |                            |                                                 |                                                 |  |
|  |                                                                      |                                                                      |                                                                      |                                                                      |   |                         |                                                        |                                                        |                                                        |                                                        |  | Hamburgo | 2                                                    | 3                                                    | 5                                                    |                                                      |  |                                 |                                                        |                                                        |                                                        |                                                        |  |                            |                                                 |                                                 |  |
|  |                                                                      |                                                                      | Standard Lieja                                                       | 1                                                                    | 1 | 2                       |                                                        |                                                        |                                                        |                                                        |  |          |                                                      |                                                      |                                                      |                                                      |  |                                 |                                                        |                                                        |                                                        |                                                        |  |                            |                                                 |                                                 |  |
|  | Panathinaikos                                                        | 3                                                                    | Standard Lieja                                                       | 1                                                                    | 1 | 2                       | 3                                                      | 6                                                      |                                                        |                                                        |  |          |                                                      |                                                      |                                                      |                                                      |  |                                 |                                                        |                                                        |                                                        |                                                        |  |                            |                                                 |                                                 |  |
|  | Panathinaikos                                                        | 3                                                                    |                                                                      |                                                                      |   |                         |                                                        |                                                        |                                                        |                                                        |  |          |                                                      |                                                      |                                                      |                                                      |  |                                 |                                                        |                                                        |                                                        |                                                        |  |                            |                                                 |                                                 |  |
|  | Roma                                                                 | 2                                                                    | 2                                                                    | 4                                                                    |   |                         |                                                        |                                                        |                                                        |                                                        |  |          |                                                      |                                                      |                                                      |                                                      |  |                                 |                                                        |                                                        |                                                        |                                                        |  |                            |                                                 |                                                 |  |
|  | Roma                                                                 | 2                                                                    | 2                                                                    | 4                                                                    |   | Panathinaikos           | 1                                                      | 0                                                      | 1                                                      |                                                        |  |          |                                                      |                                                      |                                                      |                                                      |  |                                 |                                                        |                                                        |                                                        |                                                        |  |                            |                                                 |                                                 |  |
|  |                                                                      |                                                                      |                                                                      |                                                                      |   | Panathinaikos           | 1                                                      | 0                                                      | 1                                                      |                                                        |  |          |                                                      |                                                      |                                                      |                                                      |  |                                 |                                                        |                                                        |                                                        |                                                        |  |                            |                                                 |                                                 |  |
|  |                                                                      |                                                                      | Standard Lieja                                                       | 3                                                                    | 1 | 4                       |                                                        |                                                        |                                                        |                                                        |  |          |                                                      |                                                      |                                                      |                                                      |  |                                 |                                                        |                                                        |                                                        |                                                        |  |                            |                                                 |                                                 |  |
|  | Standard Lieja                                                       | 3                                                                    | Standard Lieja                                                       | 3                                                                    | 1 | 4                       | 0                                                      | 3                                                      |                                                        |                                                        |  |          |                                                      |                                                      |                                                      |                                                      |  |                                 |                                                        |                                                        |                                                        |                                                        |  |                            |                                                 |                                                 |  |
|  | Standard Lieja                                                       | 3                                                                    |                                                                      |                                                                      |   |                         |                                                        |                                                        |                                                        |                                                        |  |          |                                                      |                                                      |                                                      |                                                      |  |                                 |                                                        |                                                        |                                                        |                                                        |  |                            |                                                 |                                                 |  |
|  | Red Bull Salzburgo                                                   | 2                                                                    | 0                                                                    | 2                                                                    |   |                         |                                                        |                                                        |                                                        |                                                        |  |          |                                                      |                                                      |                                                      |                                                      |  |                                 |                                                        |                                                        |                                                        |                                                        |  |                            |                                                 |                                                 |  |
|  | Red Bull Salzburgo                                                   | 2                                                                    | 0                                                                    | 2                                                                    |   |                         |                                                        |                                                        |                                                        |                                                        |  |          |                                                      |                                                      |                                                      |                                                      |  | Hamburgo                        | 0                                                      | 1                                                      | 1                                                      |                                                        |  |                            |                                                 |                                                 |  |
|  |                                                                      |                                                                      |                                                                      |                                                                      |   |                         |                                                        |                                                        |                                                        |                                                        |  |          |                                                      |                                                      |                                                      |                                                      |  | Hamburgo                        | 0                                                      | 1                                                      | 1                                                      |                                                        |  |                            |                                                 |                                                 |  |
|  |                                                                      |                                                                      | Fulham                                                               | 0                                                                    | 2 | 2                       |                                                        |                                                        |                                                        |                                                        |  |          |                                                      |                                                      |                                                      |                                                      |  |                                 |                                                        |                                                        |                                                        |                                                        |  |                            |                                                 |                                                 |  |
|  | Ajax                                                                 | 1                                                                    | Fulham                                                               | 0                                                                    | 2 | 2                       | 0                                                      | 1                                                      |                                                        |                                                        |  |          |                                                      |                                                      |                                                      |                                                      |  |                                 |                                                        |                                                        |                                                        |                                                        |  |                            |                                                 |                                                 |  |
|  | Ajax                                                                 | 1                                                                    |                                                                      |                                                                      |   |                         |                                                        |                                                        |                                                        |                                                        |  |          |                                                      |                                                      |                                                      |                                                      |  |                                 |                                                        |                                                        |                                                        |                                                        |  |                            |                                                 |                                                 |  |
|  | Juventus                                                             | 2                                                                    | 0                                                                    | 2                                                                    |   |                         |                                                        |                                                        |                                                        |                                                        |  |          |                                                      |                                                      |                                                      |                                                      |  |                                 |                                                        |                                                        |                                                        |                                                        |  |                            |                                                 |                                                 |  |
|  | Juventus                                                             | 2                                                                    | 0                                                                    | 2                                                                    |   | Juventus                | 3                                                      | 1                                                      | 4                                                      |                                                        |  |          |                                                      |                                                      |                                                      |                                                      |  |                                 |                                                        |                                                        |                                                        |                                                        |  |                            |                                                 |                                                 |  |
|  |                                                                      |                                                                      |                                                                      |                                                                      |   | Juventus                | 3                                                      | 1                                                      | 4                                                      |                                                        |  |          |                                                      |                                                      |                                                      |                                                      |  |                                 |                                                        |                                                        |                                                        |                                                        |  |                            |                                                 |                                                 |  |
|  |                                                                      |                                                                      | Fulham                                                               | 1                                                                    | 4 | 5                       |                                                        |                                                        |                                                        |                                                        |  |          |                                                      |                                                      |                                                      |                                                      |  |                                 |                                                        |                                                        |                                                        |                                                        |  |                            |                                                 |                                                 |  |
|  | Fulham                                                               | 2                                                                    | Fulham                                                               | 1                                                                    | 4 | 5                       | 1                                                      | 3                                                      |                                                        |                                                        |  |          |                                                      |                                                      |                                                      |                                                      |  |                                 |                                                        |                                                        |                                                        |                                                        |  |                            |                                                 |                                                 |  |
|  | Fulham                                                               | 2                                                                    |                                                                      |                                                                      |   |                         |                                                        |                                                        |                                                        |                                                        |  |          |                                                      |                                                      |                                                      |                                                      |  |                                 |                                                        |                                                        |                                                        |                                                        |  |                            |                                                 |                                                 |  |
|  | Shakhtar Donetsk                                                     | 1                                                                    | 1                                                                    | 2                                                                    |   |                         |                                                        |                                                        |                                                        |                                                        |  |          |                                                      |                                                      |                                                      |                                                      |  |                                 |                                                        |                                                        |                                                        |                                                        |  |                            |                                                 |                                                 |  |
|  | Shakhtar Donetsk                                                     | 1                                                                    | 1                                                                    | 2                                                                    |   |                         |                                                        |                                                        |                                                        |                                                        |  | Fulham   | 2                                                    | 1                                                    | 3                                                    |                                                      |  |                                 |                                                        |                                                        |                                                        |                                                        |  |                            |                                                 |                                                 |  |
|  |                                                                      |                                                                      |                                                                      |                                                                      |   |                         |                                                        |                                                        |                                                        |                                                        |  | Fulham   | 2                                                    | 1                                                    | 3                                                    |                                                      |  |                                 |                                                        |                                                        |                                                        |                                                        |  |                            |                                                 |                                                 |  |
|  |                                                                      |                                                                      | Wolfsburgo                                                           | 1                                                                    | 0 | 1                       |                                                        |                                                        |                                                        |                                                        |  |          |                                                      |                                                      |                                                      |                                                      |  |                                 |                                                        |                                                        |                                                        |                                                        |  |                            |                                                 |                                                 |  |
|  | Rubin Kazán                                                          | 3                                                                    | Wolfsburgo                                                           | 1                                                                    | 0 | 1                       | 0                                                      | 3                                                      |                                                        |                                                        |  |          |                                                      |                                                      |                                                      |                                                      |  |                                 |                                                        |                                                        |                                                        |                                                        |  |                            |                                                 |                                                 |  |
|  | Rubin Kazán                                                          | 3                                                                    |                                                                      |                                                                      |   |                         |                                                        |                                                        |                                                        |                                                        |  |          |                                                      |                                                      |                                                      |                                                      |  |                                 |                                                        |                                                        |                                                        |                                                        |  |                            |                                                 |                                                 |  |
|  | Hapoel Tel Aviv                                                      | 0                                                                    | 0                                                                    | 0                                                                    |   |                         |                                                        |                                                        |                                                        |                                                        |  |          |                                                      |                                                      |                                                      |                                                      |  |                                 |                                                        |                                                        |                                                        |                                                        |  |                            |                                                 |                                                 |  |
|  | Hapoel Tel Aviv                                                      | 0                                                                    | 0                                                                    | 0                                                                    |   | Rubin Kazán             | 1                                                      | 1                                                      | 2                                                      |                                                        |  |          |                                                      |                                                      |                                                      |                                                      |  |                                 |                                                        |                                                        |                                                        |                                                        |  |                            |                                                 |                                                 |  |
|  |                                                                      |                                                                      |                                                                      |                                                                      |   | Rubin Kazán             | 1                                                      | 1                                                      | 2                                                      |                                                        |  |          |                                                      |                                                      |                                                      |                                                      |  |                                 |                                                        |                                                        |                                                        |                                                        |  |                            |                                                 |                                                 |  |
|  |                                                                      |                                                                      | Wolfsburgo (t. s.)                                                   | 1                                                                    | 2 | 3                       |                                                        |                                                        |                                                        |                                                        |  |          |                                                      |                                                      |                                                      |                                                      |  |                                 |                                                        |                                                        |                                                        |                                                        |  |                            |                                                 |                                                 |  |
|  | Villarreal                                                           | 2                                                                    | Wolfsburgo (t. s.)                                                   | 1                                                                    | 2 | 3                       | 1                                                      | 3                                                      |                                                        |                                                        |  |          |                                                      |                                                      |                                                      |                                                      |  |                                 |                                                        |                                                        |                                                        |                                                        |  |                            |                                                 |                                                 |  |
|  | Villarreal                                                           | 2                                                                    |                                                                      |                                                                      |   |                         |                                                        |                                                        |                                                        |                                                        |  |          |                                                      |                                                      |                                                      |                                                      |  |                                 |                                                        |                                                        |                                                        |                                                        |  |                            |                                                 |                                                 |  |
|  | Wolfsburgo                                                           | 2                                                                    | 4                                                                    | 6                                                                    |   |                         |                                                        |                                                        |                                                        |                                                        |  |          |                                                      |                                                      |                                                      |                                                      |  |                                 |                                                        |                                                        |                                                        |                                                        |  |                            |                                                 |                                                 |  |
|  | Wolfsburgo                                                           | 2                                                                    | 4                                                                    | 6                                                                    |   |                         |                                                        |                                                        |                                                        |                                                        |  |          |                                                      |                                                      |                                                      |                                                      |  |                                 |                                                        |                                                        |                                                        |                                                        |  |                            |                                                 |                                                 |  |
|  |                                                                      |                                                                      |                                                                      |                                                                      |   |                         |                                                        |                                                        |                                                        |                                                        |  |          |                                                      |                                                      |                                                      |                                                      |  |                                 |                                                        |                                                        |                                                        |                                                        |  |                            |                                                 |                                                 |  |

### Octavos de final

#### Hamburgo - Anderlecht
| 11 de marzo de 2010 | Hamburgo SV                                      | 3:1 (2:1) | RSC Anderlecht | Hamburgo Arena, Hamburgo                                              |                                                                       |
|                     | Mathijsen 23' · van Nistelrooy 40' · Jarolím 76' | Reporte   | Legear 45'     | Asistencia: 34.921 espectadores Árbitro(s): Laurent Duhamel (Francia) | Asistencia: 34.921 espectadores Árbitro(s): Laurent Duhamel (Francia) |

| 18 de marzo de 2010 | RSC Anderlecht                                         | 4:3 (2:1) | Hamburgo SV                           | Constant Vanden Stock, Bruselas                                   |                                                                   |
|                     | Lukaku 44' · Suárez 45+3' · Biglia 59' · Boussoufa 66' | Reporte   | Boateng 42' · Jansen 54' · Petrić 75' | Asistencia: 21.000 espectadores Árbitro(s): Terje Hauge (Noruega) | Asistencia: 21.000 espectadores Árbitro(s): Terje Hauge (Noruega) |

#### Rubin Kazan - Wolfsburgo
| 11 de marzo de 2010 | Rubin Kazan | 1:1 (1:0) | VfL Wolfsburgo | Estadio Central, Kazán                                               |                                                                      |
|                     | Noboa 29'   | Reporte   | Misimović 67'  | Asistencia: 16.700 espectadores Árbitro(s): Pedro Proença (Portugal) | Asistencia: 16.700 espectadores Árbitro(s): Pedro Proença (Portugal) |

| 18 de marzo de 2010 | VfL Wolfsburgo             | 2:1 (0:1, 1:1, 1:1) | Rubin Kazan | Wolfsburgo Arena, Wolfsburgo                                        |                                                                     |
|                     | Martins 58' · Gentner 119' | Reporte             | Kasaev 21'  | Asistencia: 15.412 espectadores Árbitro(s): Jonas Eriksson (Suecia) | Asistencia: 15.412 espectadores Árbitro(s): Jonas Eriksson (Suecia) |

#### Atlético de Madrid - Sporting de Lisboa
| 11 de marzo de 2010 | Atlético de Madrid | 0:0     | Sporting de Lisboa | Vicente Calderón, Madrid                                               |                                                                        |
|                     |                    | Reporte |                    | Asistencia: 45.000 espectadores Árbitro(s): Pieter Vink (Países Bajos) | Asistencia: 45.000 espectadores Árbitro(s): Pieter Vink (Países Bajos) |

| 18 de marzo de 2010 | Sporting de Lisboa               | 2:2 (2:2) | Atlético de Madrid | José Alvalade, Lisboa                                               |                                                                     |
|                     | Liedson 18' · Anderson Polga 45' | Reporte   | Agüero 2' 32'      | Asistencia: 41.919 espectadores Árbitro(s): Knut Kircher (Alemania) | Asistencia: 41.919 espectadores Árbitro(s): Knut Kircher (Alemania) |

#### Benfica - Olympique de Marsella
| 11 de marzo de 2010 | Benfica        | 1:1 (0:0) | Olympique de Marsella | Estádio da Luz, Lisboa                                             |                                                                    |
|                     | M. Pereira 76' | Reporte   | Ben Arfa 90'          | Asistencia: 46.635 espectadores Árbitro(s): Felix Brych (Alemania) | Asistencia: 46.635 espectadores Árbitro(s): Felix Brych (Alemania) |

| 18 de marzo de 2010 | Olympique de Marsella | 1:2 (0:0) | Benfica                            | Stade Vélodrome, Marsella                                             |                                                                       |
|                     | Niang 70'             | Reporte   | M. Pereira 75' · Alan Kardec 90+1' | Asistencia: 40.000 espectadores Árbitro(s): Damir Skomina (Eslovenia) | Asistencia: 40.000 espectadores Árbitro(s): Damir Skomina (Eslovenia) |

#### Panathinaikos - Standard Lieja
| 11 de marzo de 2010 | Panathinaikos | 1:3 (0:2) | Standard Lieja                             | Estadio Olímpico, Atenas                                            |                                                                     |
|                     | Vyntra 48'    | Reporte   | Witsel 8' · Jovanović 16' · De Camargo 74' | Asistencia: 55.000 espectadores Árbitro(s): Craig Thomson (Escocia) | Asistencia: 55.000 espectadores Árbitro(s): Craig Thomson (Escocia) |

| 18 de marzo de 2010 | Standard Lieja | 1:0 (1:0) | Panathinaikos | Maurice Dufrasne, Lieja                                              |                                                                      |
|                     | Mbokani 45+2'  | Reporte   |               | Asistencia: 29.000 espectadores Árbitro(s): Gianluca Rocchi (Italia) | Asistencia: 29.000 espectadores Árbitro(s): Gianluca Rocchi (Italia) |

#### Lille - Liverpool
| 11 de marzo de 2010 | Lille      | 1:0 (0:0) | Liverpool | Estadio Lille Metropole, Villeneuve-d'Ascq                              |                                                                         |
|                     | Hazard 84' | Reporte   |           | Asistencia: 17.931 espectadores Árbitro(s): Claus Bo Larsen (Dinamarca) | Asistencia: 17.931 espectadores Árbitro(s): Claus Bo Larsen (Dinamarca) |

| 18 de marzo de 2010 | Liverpool                           | 3:0 (1:0) | Lille | Anfield Road, Liverpool                                             |                                                                     |
|                     | Gerrard 9' (pen.) · Torres 49', 89' | Reporte   |       | Asistencia: 38.139 espectadores Árbitro(s): Nicola Rizzoli (Italia) | Asistencia: 38.139 espectadores Árbitro(s): Nicola Rizzoli (Italia) |

#### Juventus - Fulham
| 11 de marzo de 2010 | Juventus                                       | 3:1 (3:1) | Fulham    | Estadio Olímpico, Turín                                              |                                                                      |
|                     | Legrottaglie 9' · Zebina 25' · Trezeguet 45+3' | Reporte   | Etuhu 36' | Asistencia: 11.406 espectadores Árbitro(s): Florian Meyer (Alemania) | Asistencia: 11.406 espectadores Árbitro(s): Florian Meyer (Alemania) |

| 18 de marzo de 2010 | Fulham                                         | 4:1 (2:1) | Juventus     | Craven Cottage, Londres                                                  |                                                                          |
|                     | Zamora 9' · Gera 39', 49' (pen.) · Dempsey 83' | Reporte   | Trezeguet 2' | Asistencia: 23.458 espectadores Árbitro(s): Björn Kuipers (Países Bajos) | Asistencia: 23.458 espectadores Árbitro(s): Björn Kuipers (Países Bajos) |

#### Valencia - Werder Bremen
| 11 de marzo de 2010 | Valencia | 1:1 (0:1) | Werder Bremen     | Estadio de Mestalla, Valencia                                            |                                                                          |
|                     | Mata 57' | Reporte   | Frings 24' (pen.) | Asistencia: 35.000 espectadores Árbitro(s): Martin Atkinson (Inglaterra) | Asistencia: 35.000 espectadores Árbitro(s): Martin Atkinson (Inglaterra) |

| 18 de marzo de 2010 | Werder Bremen                                             | 4:4 (1:3) | Valencia                      | Weserstadion, Bremen                                                  |                                                                       |
|                     | Almeida 26' · Frings 57' (pen.) · Marin 62' · Pizarro 84' | Reporte   | Villa 3', 45', 66' · Mata 15' | Asistencia: 24.200 espectadores Árbitro(s): Kevin Blom (Países Bajos) | Asistencia: 24.200 espectadores Árbitro(s): Kevin Blom (Países Bajos) |

### Cuartos de final

#### Fulham - Wolfsburgo
| 1 de abril de 2010 | Fulham                | 2:1 (0:0) | Wolfsburgo  | Craven Cottage, Londres                                               |                                                                       |
|                    | Zamora 59' · Duff 63' | Reporte   | Madlung 89' | Asistencia: 22.307 espectadores Árbitro(s): Damir Skomina (Eslovenia) | Asistencia: 22.307 espectadores Árbitro(s): Damir Skomina (Eslovenia) |

| 8 de abril de 2010 | Wolfsburgo | 0:1 (0:1) | Fulham    | Wolfsburgo Arena, Wolfsburgo                                        |                                                                     |
|                    |            | Reporte   | Zamora 1' | Asistencia: 24.843 espectadores Árbitro(s): Viktor Kassai (Hungría) | Asistencia: 24.843 espectadores Árbitro(s): Viktor Kassai (Hungría) |

#### Hamburgo - Standard Lieja
| 1 de abril de 2010 | Hamburgo                               | 2:1 (2:1) | Standard Lieja | Hamburgo Arena, Hamburgo                                                 |                                                                          |
|                    | Petrić 42' (pen.) · van Nistelrooy 45' | Reporte   | Mbokani 31'    | Asistencia: 50.000 espectadores Árbitro(s): Martin Atkinson (Inglaterra) | Asistencia: 50.000 espectadores Árbitro(s): Martin Atkinson (Inglaterra) |

| 8 de abril de 2010 | Standard Lieja | 1:3 (1:2) | Hamburgo                         | Maurice Dufrasne, Lieja                                              |                                                                      |
|                    | De Camargo 33' | Reporte   | Petrić 20', 35' · Guerrero 90+4' | Asistencia: 27.000 espectadores Árbitro(s): Pedro Proença (Portugal) | Asistencia: 27.000 espectadores Árbitro(s): Pedro Proença (Portugal) |

#### Valencia - Atlético de Madrid
| 1 de abril de 2010 | Valencia                  | 2:2 (0:0) | Atlético de Madrid             | Estadio de Mestalla, Valencia                                       |                                                                     |
|                    | Fernandes 67' · Villa 82' | Reporte   | Forlán 59' · Antonio López 72' | Asistencia: 50.000 espectadores Árbitro(s): Craig Thomson (Escocia) | Asistencia: 50.000 espectadores Árbitro(s): Craig Thomson (Escocia) |

| 8 de abril de 2010 | Atlético de Madrid | 0:0     | Valencia | Vicente Calderón, Madrid                                             |                                                                      |
|                    |                    | Reporte |          | Asistencia: 50.000 espectadores Árbitro(s): Florian Meyer (Alemania) | Asistencia: 50.000 espectadores Árbitro(s): Florian Meyer (Alemania) |

#### Benfica - Liverpool
| 1 de abril de 2010 | Benfica                       | 2:1 (0:1) | Liverpool | Estádio da Luz, Lisboa                                              |                                                                     |
|                    | Cardozo 59' (pen.) 79' (pen.) | Reporte   | Agger 9'  | Asistencia: 62.629 espectadores Árbitro(s): Jonas Eriksson (Suecia) | Asistencia: 62.629 espectadores Árbitro(s): Jonas Eriksson (Suecia) |

| 8 de abril de 2010 | Liverpool                              | 4:1 (2:0) | Benfica     | Anfield Road, Liverpool                                                  |                                                                          |
|                    | Kuyt 27' · Leiva 34' · Torres 59', 82' | Reporte   | Cardozo 70' | Asistencia: 42.377 espectadores Árbitro(s): Bjorn Kuipers (Países Bajos) | Asistencia: 42.377 espectadores Árbitro(s): Bjorn Kuipers (Países Bajos) |

### Semifinales

#### Hamburgo - Fulham
| 22 de abril de 2010 | Hamburgo | 0:0     | Fulham | Hamburgo Arena, Hamburgo                                                |                                                                         |
|                     |          | Reporte |        | Asistencia: 49.000 espectadores Árbitro(s): Claus Bo Larsen (Dinamarca) | Asistencia: 49.000 espectadores Árbitro(s): Claus Bo Larsen (Dinamarca) |

| 29 de abril de 2010 | Fulham                | 2:1 (0:1) | Hamburgo   | Craven Cottage, Londres                                            |                                                                    |
|                     | Davies 69' · Gera 76' | Reporte   | Petrić 22' | Asistencia: 25.700 espectadores Árbitro(s): Cüneyt Çakır (Turquía) | Asistencia: 25.700 espectadores Árbitro(s): Cüneyt Çakır (Turquía) |

#### Atlético de Madrid - Liverpool
| 22 de abril de 2010 | Atlético de Madrid | 1:0 (1:0) | Liverpool | Vicente Calderón, Madrid                                              |                                                                       |
|                     | Forlán 9'          | Reporte   |           | Asistencia: 52.000 espectadores Árbitro(s): Laurent Duhamel (Francia) | Asistencia: 52.000 espectadores Árbitro(s): Laurent Duhamel (Francia) |

| 29 de abril de 2010 | Liverpool                   | 2:1 (1:0, 1:0, 2:1) | Atlético de Madrid | Anfield Road, Liverpool                                           |                                                                   |
|                     | Aquilani 43' · Benayoun 95' | Reporte             | Forlán 102'        | Asistencia: 42.040 espectadores Árbitro(s): Terje Hauge (Noruega) | Asistencia: 42.040 espectadores Árbitro(s): Terje Hauge (Noruega) |

## Final
El HSH Nordbank Arena, feudo del Hamburgo SV albergó el 12 de mayo por primera vez una final de la UEFA Europa League. La última final de una competición de la UEFA que se disputó en suelo alemán fue la de la Liga de Campeones 2003-04, cuando FC Porto y AS Monaco se enfrentaron en el Veltins-Arena de Gelsenkirchen.
| 43         | POR        | David de Gea          |      |
| 17         | DEF        | Tomáš Ujfaluši        |      |
| 21         | DEF        | Luis Perea            |      |
| 3          | DEF        | Antonio López         |      |
| 18         | DEF        | Álvaro Domínguez      |      |
| 12         | MED        | Paulo Assunção        |      |
| 19         | MED        | José Antonio Reyes    | 78'  |
| 8          | MED        | Raúl García           |      |
| 20         | MED        | Simão Sabrosa         | 68'  |
| 10         | DEL        | Sergio Agüero         | 119' |
| 7          | DEL        | Diego Forlán          |      |
| Entrenador | Entrenador | Quique Sánchez Flores |      |

| 1          | POR        | Mark Schwarzer  |      |
| 6          | DEF        | Chris Baird     |      |
| 18         | DEF        | Aaron Hughes    |      |
| 5          | DEF        | Brede Hangeland |      |
| 3          | DEF        | Paul Konchesky  |      |
| 16         | MED        | Damien Duff     | 84'  |
| 20         | MED        | Dickson Etuhu   |      |
| 13         | MED        | Danny Murphy    | 118' |
| 29         | MED        | Simon Davies    |      |
| 11         | DEL        | Zoltán Gera     |      |
| 25         | DEL        | Bobby Zamora    | 55'  |
| Entrenador | Entrenador | Roy Hodgson     |      |

| 9  | MED | José Manuel Jurado | 68'  |
| 14 | DEL | Eduardo Salvio     | 78'  |
| 2  | DEF | Juan Valera        | 119' |

| 23 | MED | Clint Dempsey     | 55'  |
| 10 | DEL | Erik Nevland      | 84'  |
| 27 | MED | Jonathan Greening | 118' |

| Anotado | 32'  | Diego Forlán | 1-0 |
| Anotado | 116' | Diego Forlán | 2-1 |

| Anotado | 37' | Simon Davies | 1-1 |

| Amonestado | 107' | Eduardo Salvio |
| Amonestado | 114' | Raúl García    |
| Amonestado | 117' | Diego Forlán   |

| Amonestado | 63' | Brede Hangeland |

| Árbitro                      | Nicola Rizzoli    |
| Asistentes de línea de banda | Cristiano Copelli |
| Asistentes de línea de banda | Luca Maggiani     |
| Asistentes de línea de gol   | Paolo Tagliavento |
| Asistentes de línea de gol   | Andrea De Marco   |
| Cuarto árbitro               | Gianluca Rocchi   |

| 43         | POR        | David de Gea          |      |
| 17         | DEF        | Tomáš Ujfaluši        |      |
| 21         | DEF        | Luis Perea            |      |
| 3          | DEF        | Antonio López         |      |
| 18         | DEF        | Álvaro Domínguez      |      |
| 12         | MED        | Paulo Assunção        |      |
| 19         | MED        | José Antonio Reyes    | 78'  |
| 8          | MED        | Raúl García           |      |
| 20         | MED        | Simão Sabrosa         | 68'  |
| 10         | DEL        | Sergio Agüero         | 119' |
| 7          | DEL        | Diego Forlán          |      |
| Entrenador | Entrenador | Quique Sánchez Flores |      |

| 1          | POR        | Mark Schwarzer  |      |
| 6          | DEF        | Chris Baird     |      |
| 18         | DEF        | Aaron Hughes    |      |
| 5          | DEF        | Brede Hangeland |      |
| 3          | DEF        | Paul Konchesky  |      |
| 16         | MED        | Damien Duff     | 84'  |
| 20         | MED        | Dickson Etuhu   |      |
| 13         | MED        | Danny Murphy    | 118' |
| 29         | MED        | Simon Davies    |      |
| 11         | DEL        | Zoltán Gera     |      |
| 25         | DEL        | Bobby Zamora    | 55'  |
| Entrenador | Entrenador | Roy Hodgson     |      |

| 9  | MED | José Manuel Jurado | 68'  |
| 14 | DEL | Eduardo Salvio     | 78'  |
| 2  | DEF | Juan Valera        | 119' |

| 23 | MED | Clint Dempsey     | 55'  |
| 10 | DEL | Erik Nevland      | 84'  |
| 27 | MED | Jonathan Greening | 118' |

| Anotado | 32'  | Diego Forlán | 1-0 |
| Anotado | 116' | Diego Forlán | 2-1 |

| Anotado | 37' | Simon Davies | 1-1 |

| Amonestado | 107' | Eduardo Salvio |
| Amonestado | 114' | Raúl García    |
| Amonestado | 117' | Diego Forlán   |

| Amonestado | 63' | Brede Hangeland |

| Árbitro                      | Nicola Rizzoli    |
| Asistentes de línea de banda | Cristiano Copelli |
| Asistentes de línea de banda | Luca Maggiani     |
| Asistentes de línea de gol   | Paolo Tagliavento |
| Asistentes de línea de gol   | Andrea De Marco   |
| Cuarto árbitro               | Gianluca Rocchi   |

|                                        |
| Bandera de España                      |
| Campeón Atlético de Madrid 1.er título |

## Goleadores[11]
| Jugador           | Equipo             | Goles | Minutos |
| ----------------- | ------------------ | ----- | ------- |
| Claudio Pizarro   | Werder Bremen      | 9     | 692'    |
| Óscar Cardozo     | SL Benfica         | 9     | 995'    |
| Jonathan Legear   | RSC Anderlecht     | 6     | 487'    |
| Fernando Llorente | Athletic Club      | 6     | 544'    |
| Diego Forlán      | Atlético de Madrid | 6     | 599'    |
| David Villa       | Valencia CF        | 6     | 710'    |
| Mladen Petrić     | Hamburgo SV        | 6     | 870'    |
| Bobby Zamora      | Fulham FC          | 6     | 1027'   |
| Zoltán Gera       | Fulham FC          | 6     | 1276'   |
| Gervinho          | Lille OSC          | 5     | 282'    |
| Rúben Micael      | CD Nacional        | 5     | 525'    |
| Alexander Frei    | FC Basel           | 5     | 531'    |
| Luiz Adriano      | Shakhtar Donetsk   | 5     | 690'    |
| Djibril Cissé     | Panathinaikos FC   | 5     | 720'    |
| Juan Mata         | Valencia CF        | 5     | 789'    |